# ریکو ناکامورا
ریکو ناکامورا (به انگلیسی: Reiko Nakamura) (زادهٔ ۱۷ مهٔ ۱۹۸۲) شناگر اهل ژاپن است.